# Литовская военная академия имени генерала Йонаса Жямайтиса

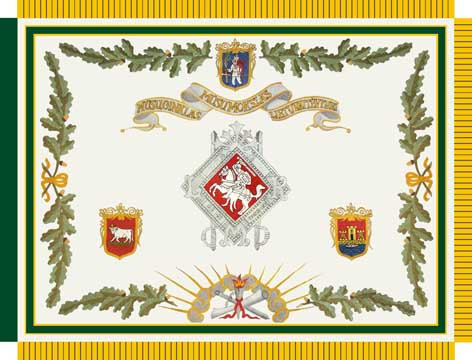
Знамя академии

Лито́вская вое́нная акаде́мия имени генерала Йонаса Жямайтиса (лит. Generolo Jono Žemaičio karo akademija) — высшее военное учебное заведение Войска Литовского. Является также основным военно-аналитическим заведением в Литве ведущим свою деятельность в сфере военно-политической аналитики и технологий обороны.
Располагается в Вильнюсе в районе Антакальнис по адресу ул. Шило 5a. На территории академии расположен военно-исторический музей, военная библиотека а также центр передового опыта в сфере энергетической безопасности НАТО.

## История

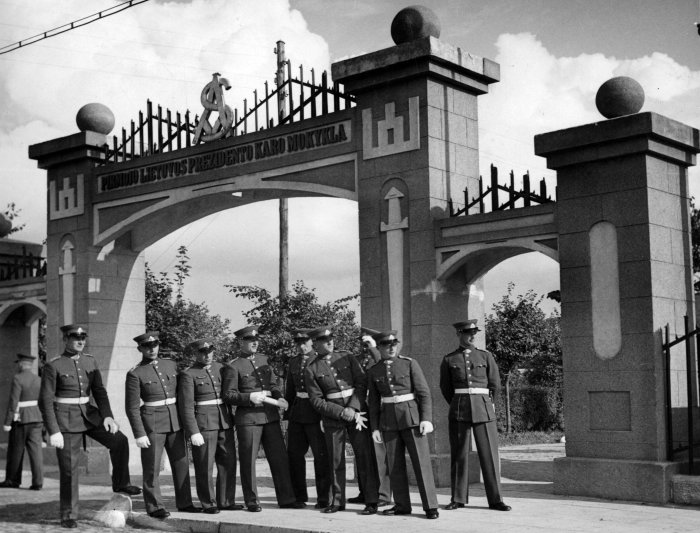
Юнкера военного училища в Каунасе в 1938 году.

История академии возводится к традициям Каунасского военного училища, основанного 25 января 1919 года. 
В 1990 году в Каунасе были организованы офицерские курсы для переквалификации молодых офицеров запаса, служивших в Советской Армии. 
16 июня 1992 года офицерские курсы были реорганизованы в училище министерства обороны (Krašto apsaugos mokykla).
В этом училище обучали двум специальностям — мотострелков и пограничной охране. 
С 18 января 1994 года — Литовская военная академия. 20 ноября 1998 года академии присвоено звание генерала Йонаса Жямайтиса.

## Поступление и учёба
Лица изъявившие поступить в военную академию должны пройти 4 этапа отбора по одной и предоставленных программ.  
| Программы | Степень (бакалавриат)                |
| --- | ------------------------------------ |
| Национальная безопасность и оборона | Общественная безопасность (3,5 года) |
| Менеджмент технологий обороны - Военная академия (офицеры СВ Литвы) - Авиационный институт (офицеры ВВС Литвы) - Высшая морская школа (офицеры ВМС Литвы) | Бизнес менеджмент (3,5 года)         |
| Международные отношения | Социальные науки (3,5 года)          |

#### Мотивационная беседа
При личном присутствии кандидата или в дистанционном виде комиссией инициируется беседа на следующие темы:
- Факторы выбора сферы профессиональной деятельности, практика в системе национальной обороны;
- Личные качества, которые могут повлиять на учебу в LKA и службу в войске литовском;
- Этические принципы (знание этики, стиль работы, методы разрешения конфликтов);
- Планы на будущее, перспективное представление своей профессиональной деятельности через 5-10 лет.

По окончании беседы комиссия оценивает кандидата по 10-бальной системе. (минимальная оценка составляет 0,6 баллов) 

#### Военная медицино-экспертная комиссия
Пройдя этап мотивационной беседы кандидат получает направление для прохождения комиссии, дабы установить его категорию годности.

#### Составление заявления
Необходимо составить электронное заявление с просьбой зачислить кандидата на обучение в военную академию в системе LAMA BPO.

#### Приглашение и базовый курс.
Кандидат получает приглашение на учёбу в академии и проходит базовый курс юнкера (7 недель)

## Знаки различия

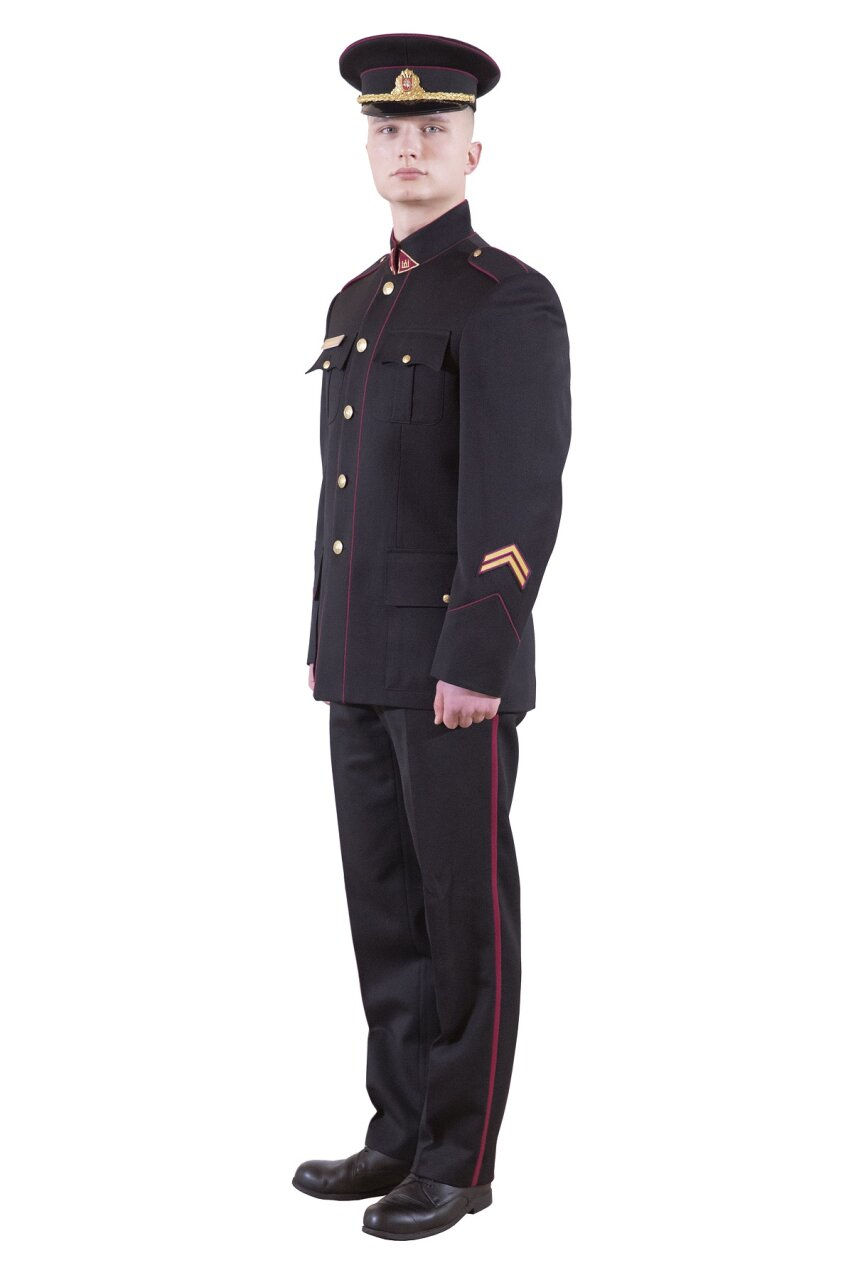
Униформа юнкера

Церемониальная униформа юнкеров  — разделена на следующие варианты:
- 1 вариант предполагает ношение белых перчаток, чёрного кителя с бордовыми лампасами расположенными на брюках, кителе и головном уборе (фуражке, пилотке для женщин) с кокардой сухопутных сил и петлицами бордового цвета. Нарукавными лычками число которых обозначает курс юнкера и погонами с инсигнией академии с.
- 2 вариант аналогичен 1 варианту но с верхней одеждой - форменным пальто чёрного цвета.

| Сухопутные силы | Военно-морские силы | Военно-воздушные силы |
| --------------- | ------------------- | --------------------- |
|                 |                     |                       |

| Звания юнкеров                                                             | Звания юнкеров                      | Звания юнкеров                   | Звания юнкеров                       | Звания юнкеров                 | Звания юнкеров                             | Звания юнкеров                         | Звания юнкеров |
| -------------------------------------------------------------------------- | ----------------------------------- | -------------------------------- | ------------------------------------ | ------------------------------ | ------------------------------------------ | -------------------------------------- | -------------- |
|                                                                            | Командиры-юнкеры                    | Командиры-юнкеры                 | Командиры-юнкеры                     | Младшие командиры-юнкеры       | Младшие командиры-юнкеры                   | Младшие командиры-юнкеры               | Курсанты       |
| Погон-муфта к рубашке (звания на полевой форме выполнены в защитном цвете) |                                     |                                  |                                      |                                |                                            |                                        |                |
| Звание                                                                     | Командир роты Kuopos vadas-kariūnas | Куопининкас Kuopininkas-kariūnas | Командир взвода Būrio vadas-kariūnas | Бурининкас Būrininkas-kariūnas | Командир отделения Skyriaus vadas-kariūnas | Командир звена Grandies vadas-kariūnas | Юнкер Kariūnas |
| Соответствующее звание Войске Литовском                                    | Капитан                             | Старший лейтенант                | Лейтенант                            | Старший сержант                | Сержант                                    | Капрал                                 | Рядовой        |
| Соответствующее звание вооружённых сил РФ                                  | Капитан                             | Старший лейтенант                | Лейтенант                            | Старшина                       | Сержант                                    | Младший сержант                        | Курсант        |
| Код НАТО                                                                   | OF-5                                | OF-4                             | OF-3                                 | OF-2                           | OF-1                                       | OF-1                                   | Cadet          |